# Elya Baskin
Elya Zalmanovich Baskin (Russisch: Илья́ (Э́лиа) За́лманович Ба́скин, Lets: Iļja Zalmanovičs Baskins) (Riga, 11 augustus 1950) is een in de Sovjet-Unie geboren Amerikaans acteur.

## Biografie
Baskin werd geboren in Riga bij de Joodse ouders Frieda en Zalman Baskin. Hij leerde het acteren aan een prestigieuze theaterschool in Moskou. In 1976 emigreerde hij naar Amerika.
Baskin begon in 1977 met acteren in de film The World's Greatest Lover, waarna hij nog meerdere rollen speelde in films en televisieseries. Hij speelt voornamelijk Oost-Europese karakters.

## Filmografie

### Films
Uitgezonderd korte films.
- 2023 Deadly Draw - als Yasha Malinov
- 2021 I Love Us - als Ira Prince
- 2020 Legacy - als Boranovic
- 2019 Supervized - als Brian
- 2017 Chicanery - als Boris Namarov
- 2015 Silent Screams - als Andrei
- 2014 The Hive - als Yuri Yegorov
- 2013 Jimmy P. - als dr. Jokl
- 2011 Transformers: Dark of the Moon - als astronaut Dimitri
- 2010 Across the Line: The Exodus of Charlie Wright - als Letvinko
- 2009 Angels & Demons - als kardinaal Petrov
- 2007 Say It in Russian- als Victor
- 2007 The Dukes - als Murph
- 2007 Spider-Man 3 - als mr. Ditkovitch
- 2006 Color of the Cross - als Caiphas
- 2006 The Elder Son - als oom Fedya
- 2005 Confessions of a Pit Fighter - als Nick
- 2005 Wheelmen - als Vladimir
- 2004 Spider-Man 2 - als mr. Ditkovitch
- 2004 50 Ways to Leave Your Lover - als Dr. Stepniak
- 2001 Heartbreakers - als Vladimir
- 2000 Thirteen Days - als Anotoly Dobrinyn
- 2000 Runaway Virus - als pastoor Vadim
- 1999 Running Red - als Strelkin
- 1999 October Sky - als Ike Bykovsky
- 1997 Murder, She Wrote: South by Southwest - als Boris
- 1997 Air Force One - als Andrei Kolchak
- 1997 Austin Powers: International Man of Mystery - als generaal Borschevsky
- 1996 Forest Warrior - als Buster
- 1996 Spy Hard - als professor Ukrinsky
- 1994 Love Affair - als zeekapitein
- 1993 The Pickle - als Russische taxichauffeur
- 1989 Enemies, A Love Story - als Yasha Kobik
- 1989 DeepStar Six - als Burciaga
- 1988 Zits - als Timoshenko
- 1988 Vice Versa - als Kerschner
- 1986 Combat High - als ondervrager
- 1986 Streets of Gold - als Klebanov
- 1986 The Name of the Rose - als Severinus
- 1986 My Town - als Slovack
- 1985 Embassy - als Aelx Serov
- 1984 2010 - als Maxim Brajlovsky
- 1984 Moscow on the Hudson - als Anatoly
- 1981 American Pop - als tubaspeler
- 1980 Raise the Titanic - als Marganin
- 1979 Being There - als Karpatov
- 1979 Butch and Sundance: The Early Days - als boekhouder
- 1977 The World's Greatest Lover - als acteur met slechte adem

### Televisieseries
Uitgezonderd eenmalige gastrollen.
- 2018-2020 Homeland - als Viktor - 5 afl.
- 2017 Madam Secretary - als Dito Pirosmani - 2 afl.
- 2012-2013 Rizzoli & Isles - als dr. Vladmir Papov - 2 afl.
- 2001-2002 The Agency - als Borovinsky - 4 afl.
- 2001 Uboynaya sila - als Makarov - 2 afl.
- 1999-2000 Becker - als Alexi - 3 afl.
- 1996-1997 Mad About You - als Vladimir - 3 afl.
- 1992 Quantum Leap - als majoor Yuri Kosenko - 2 afl.
- 1989-1990 True Blue - als Yuri - 12 afl.
- 1986-1987 MacGyver - als Yuri Demetri - 2 afl.
- 1987 St. Elsewhere - als dr. Peltrovich - 2 afl.

### Computerspellen
- 2023 The Lamplighters League - als Fedir
- 2021 Call of Duty: Vanguard - als Boris Petrov
- 2017 Prey - als Yuri Andronov
- 2003 SOCOM II: U.S. Navy SEALs - als Russische stem
- 2001 Command & Conquer: Red Alert 2 - Yuri's Revenge - als stem

- Gemeinsame Normdatei: 1061340007
- International Standard Name Identifier: 0000 0003 5815 0848
- Library of Congress Control Number: no2006003898
- Nationale Bibliotheek van Israël: 987007343140805171
- Système universitaire de documentation: 079412793
- Virtual International Authority File: 207054456
- WorldCat: E39PBJyRwWYpqryXTGR9HWhGpP